# Бжозовиця-Дужа (Люблінське воєводство)
Бжозовиця-Дужа (пол. Brzozowica Duża) — село в Польщі, у гміні Конколевниця Радинського повіту Люблінського воєводства.
Населення — 1181 особа (2011).
У 1975-1998 роках село належало до Білопідляського воєводства.

## Демографія
Демографічна структура станом на 31 березня 2011 року:
|          | Загалом | Допрацездатний вік | Працездатний вік | Постпрацездатний вік |
| -------- | ------- | ------------------ | ---------------- | -------------------- |
| Чоловіки | 589     | 127                | 409              | 53                   |
| Жінки    | 592     | 137                | 334              | 121                  |
| Разом    | 1181    | 264                | 743              | 174                  |